# Meinir Gwilym
Meinir Elin Gwilym (nacida el 31 de marzo de 1983) es una
cantante de música pop y folk en lengua galesa. Criada en Llangristiolus, Anglesey, publicó su primer EP, "Smôcs, Coffi a Fodca Rhad" (en castellano "Cigarillos, Café y Vodka Barata"), el año 2002. Su web dice que es uno de los músicos de lengua galesa de mayores ventas de la historia.
Gwilym trabajó como presentadora de radio, junto con Dylan Wyn, en
el programa de música de sobremesa de Radio Cymru,
la emisora en galés de la BBC. Actualmente
trabaja para el canal S4C en el programa "Wedi 7", que se emite cada
noche, y es presentadora de radio en la programación de fin de semana
de Heart Cymru en Anglesey y Gwynedd.

## Infancia
Meinir Gwilym nació en Gales en el año 1983 y assistió a la escuela
de pueblo Ysgol Henblas de Llangristiolus, y más tarde la escuela Ysgol
Gyfun en Llangefni.
Gwilym viene de una familia musical, con un abuelo que tocaba el piano
y el otro que escribía la letra de las canciones, y su madre y su
hermana son aficionadas del canto. De pequeña compitió en el torneo cultural Urdd Eisteddfod, y empezó a componer canciones a la edad de catorce años.
En julio de 2004, Meinir se licenció en Literatura Galesa y Filosofía en la Universidad de Bangor. Había empezado la carrera en la Universidad de Cardiff, pero cursó el último año académico en Bangor.

## Trayectoria profesional
Gwilym publicó su primer EP,
"Smôcs, Coffi a Fodca Rhad" (en castellano "Cigarillos, Café y Vodka 
Barata") el año 2002. El mismo año, firmó por la discográfica galesa Gwynfryn Cymunedol,
y ganó los premios 'Compositor del año' y 'Mejor Artista Femenina' en 
la gala anual de BBC Radio Cymru. En noviembre de 2003 publicó su primer
álbum, "Dim Ond Clwydda" (en castellano "Solo Mentiras"), y después de 
su éxito firmó el año siguiente un contrato de patrocinio con Yamaha.

## Televisión y radio
Junto con Dylan Wyn, Gwilym trabajó durante tres años para Radio Cymru, la emisora de la BBC en galés, como presentadora del programa de música popular de la tarde, hasta que se descontinuó. Actualmente trabaja en unos programas de fin de semana de Heart Cymru en Anglesey y Gwynedd.
También ha aparecido muchas veces en televisión, especialmente en el canal de lengua galesa S4C. El año 2005, se emitió Blwyddyn Meinir Gwilym (en castellano "El año de Meinir Gwilym"), un documental de una hora que siguió los pasos de Meinir durante todo un año. Más recientemente, ha presentado al lado de Huw Chiswell el programa de música de S4C Noson Chis a Meinir (en castellano “La noche de Chis y Meinir”). Desde enero de 2009 trabaja en el programa de cada noche 'Wedi 7' en el canal S4C.

## Discografía
- Smôcs, Coffi a Fodca Rhad (2002)
- Dim Ond Clwydda (2003)
- Sgandal Fain (2005)
- Tombola (2008)
- Celt (2014)
- Sworn Protector / Rho I Mi (2014)
- Llwybrau (2016)